# Scorpaena mystes
Scorpaena mystes behoort tot het geslacht Scorpaena van de familie van schorpioenvissen. Deze soort komt voor in het oosten van de Grote Oceaan met Californië tot het noorden van Chili en de Galapagos eilanden op diepten van 0 tot 30 meter. Zijn maximale lengte bedraagt zo'n 46 cm. De vis is in staat de mens te verwonden.